# توروو، شهرستان ورکوو
توروو، شهرستان ورکوو (به لاتین: Turów, Wrocław County) یک منطقهٔ مسکونی در لهستان است که در Gmina Żórawina واقع شده‌است.